# 1952-es magyar férfi kézilabda-bajnokság (első osztály)
Az 1952-es magyar férfi kézilabda-bajnokság a második kézilabda-bajnokság volt, melyet kispályán rendeztek. A csapatok területi (budapesti és megyei) bajnokságokban játszottak, a győztesek (Budapestről és egyes megyékből több helyezett is) az országos középdöntőben, majd az országos döntőben küzdöttek tovább a végső helyezésekért. Budapesten tizenkét csapat indult el, a csapatok egy kört játszottak. Az országos fordulókban is csak egy kör volt.
A VM Közért új neve VM Fűszért lett.
A Vasas Standard új neve Vasas Beloiannisz lett.

## Országos döntő
| #  | Csapat          | M | Gy | D | V | G+ | G- | P |
| -- | --------------- | - | -- | - | - | -- | -- | - |
| 1. | Bp. Honvéd      | 3 | 3  | 0 | 0 | 37 | 15 | 6 |
| 2. | Bp. Dózsa       | 3 | 2  | 0 | 1 | 24 | 18 | 4 |
| 3. | VL Kistext      | 3 | 1  | 0 | 2 | 21 | 32 | 2 |
| 4. | Diósgyőri Vasas | 3 | 0  | 0 | 3 | 19 | 36 | 0 |

* M: Mérkőzés Gy: Győzelem D: Döntetlen V: Vereség G+: Dobott gól G-: Kapott gól P: Pont

## Országos középdöntő
- Győr: 1. Bp. Honvéd 6, 2. Tatabányai Bányász 4, 3. VL Győri Fonó 2, 4. Veszprémi Haladás 0 pont
- Hódmezővásárhely: 1. VL Kistext 6, 2. Szegedi Honvéd 4, 3. Pécsi Honvéd 2, 4. VL Békéscsabai Pamutszövő 0 pont
- Miskolc: 1. Diósgyőri Vasas 6, 2. Budakalászi Vörös Lobogó 4, 3. Vasas Elektromos 2, 4. Egri Haladás 0 pont
- Törökszentmiklós: 1. Bp. Dózsa 6, 2. Debreceni Honvéd 4, 3. Sztálinvárosi Vasas 2, 4. Martfűi Vörös Lobogó 0 pont

## Budapesti csoport
| #   | Csapat                        | M  | Gy | D | V  | G+  | G-  | P  |
| --- | ----------------------------- | -- | -- | - | -- | --- | --- | -- |
| 1.  | Bp. Dózsa                     | 11 | 11 | 0 | 0  | 148 | 59  | 22 |
| 2.  | Bp. Honvéd                    | 11 | 9  | 0 | 2  | 139 | 90  | 18 |
| 3.  | VL Kistext                    | 11 | 8  | 0 | 3  | 119 | 88  | 16 |
| 4.  | Vasas Elektromos              | 11 | 7  | 2 | 2  | 100 | 99  | 16 |
| 5.  | VM Fűszért                    | 11 | 7  | 1 | 3  | 116 | 67  | 15 |
| 6.  | Testnevelési Főiskola Haladás | 11 | 6  | 0 | 5  | 122 | 124 | 12 |
| 7.  | Vasas Beloiannisz             | 11 | 5  | 1 | 5  | 97  | 103 | 11 |
| 8.  | Csepeli Vasas                 | 11 | 4  | 0 | 7  | 81  | 109 | 8  |
| 9.  | Bp. Kinizsi                   | 11 | 3  | 0 | 8  | 109 | 126 | 6  |
| 10. | Bp. Építők                    | 11 | 3  | 0 | 8  | 83  | 103 | 6  |
| 11. | Vasas Telefongyár             | 11 | 1  | 0 | 10 | 68  | 160 | 2  |
| 12. | Kinizsi Illatszer             | 11 | 0  | 0 | 44 | 53  | 107 | 0  |

* M: Mérkőzés Gy: Győzelem D: Döntetlen V: Vereség G+: Dobott gól G-: Kapott gól P: Pont